# Daniel Caligiuri
Daniel Caligiuri (nascut el 15 de gener de 1988 Villingen-Schwenningen) és un jugador de futbol italià d'origen alemany que juga com a migcampista amb el VfL Wolfsburg a la 1.Bundesliga i la selecció italiana